# Siti neanderthaliani
L'uomo di Neandertal è originario dell'Europa occidentale e centrale, poi emigrato sulla via del Medio Oriente, sugli attuali territori di Iraq, Siria e d'Israele, con pochi individui fino in Asia centrale (Uzbekistan) e in Siberia.
Sono oltre 100 i siti archeologici che hanno dato evidenza della loro presenza, la maggior parte dei quali si trovano in Europa.
Di seguito sono elencati per area geografica di rinvenimento i siti dove sono stati rinvenuti reperti neanderthaliani.

## Asia

### Armenia
- Grotte di Azokh. Le grotte sono un complesso di cavità sotterranee ubicato nella regione Nagorno Karabakh nella città di Hadrut, nei pressi del villaggio di Togh. La grotta è un importante sito preistorico, che è stato a lungo occupato da diversi gruppi umani. I più antichi strati del Paleolitico medio hanno restituito resti fossili di Neanderthal, che si ipotizza risalgano a circa 300 000 anni fa.[4]

### Iran
- Grotta Wezmeh, è un sito paleontologico e archeologico in una grotta nei pressi di Islamabad Gharb in provincia di Kermanshah, scoperto nel 1999, dove oltre a resti animali, è stato ritrovato un dente umano, di un bambino di circa 8 anni noto come Wezmeh 1, che recenti analisi hanno determinato riferibili a un bambino neandeterliano.[5]

### Iraq
- Grotta di Shanidar. Tra il 1953 e il 1960 nella grotta di Shanidar, sui monti Zagros nel Kurdistan iracheno, vennero scoperti 9 scheletri di uomini di Neandertal, risalenti a un periodo compreso tra i 70 e i 40 000 anni fa.[6]

### Israele
- Grotta di Amud, un sito archeologico nella regione dell'Alta Galilea in Israele, scoperta nel 1961, quando fu ritrovato il cranio di un Homo neanderthalensis di circa 25 anni, poi chiamato Amud 1, datato a 60 000-50 000 anni fa.[7]
- Grotta di Kebara. Nel 1951 vicino a Cesarea nel distretto di Haifa, fu scoperto il sito archeologico della grotta di Kebara, dove furono ritrovati i fossili di due neandertaliani; il primo, denominato Kebara 1, era un bambino, mentre il secondo, Kebara 2, era un adulto. Quest'ultimo presentava un osso ioide  - utilizzato nel processo di fonazione, che ha portato a ipotizzare che i Neanderthal fossero in grado di parlare.[8]

### Uzbekistan
- La Grotta di Teshik-Tash è un sito archeologico nei pressi di Boysun nella regione di Surxondaryo, dove nel 1938 sono stati ritrovati i resti di un ominide, denominato Teshik-Tash 1, che, grazie all'analisi dei denti, è stato attribuito a un bambino tra gli 8 e 11 anni appartenente alla specie dei Neandertal.[9][10]

## Europa

### Belgio
- Grotte di Schmerling, anche note come Grottes d'Engis. Nel 1829, in queste grotte, nel territorio di Flémalle in Vallonia, furono trovati i resti di un bambino chiamati Engis 2, di quello che, riconosciuto come tale solo a posteriori, è il primo ritrovamento di Homo neanderthalensis.[11]
- Grotta di Spy. Nel 1886, in questa grotta del territorio di Jemeppe-sur-Sambre della Vallonia, furono scoperti fossili di Homo neanderthalensis ben conservati che contribuirono alla condivisione, all'interno della comunità scientifica, dell'ipotesi che questa si trattasse di una specie umana distinta da quella moderna.[12]

### Croazia
- Grotta di Vindija. La grotta, scoperta a circa 20 chilmetri dall'abitato di Donja Voća nella regione di Varaždin, è un sito archeologico associato all'uomo di Neanderthal e all'uomo moderno, di rilevante importanza, in quanto dimostrerebbero la compresenza delle due specie. Tre di questi uomini di Neanderthal sono stati selezionati come fonti primarie per il progetto di studio del genoma dei Neanderthal.[13]
- Sito archeologico di Krapina. Nel 1899 l'archeologo e paleontologo Dragutin Gorjanović-Kramberger, scoprì sulla collina di Hušnjak, nei dintorni occidentali della città di Krapina nella regione di Krapina e dello Zagorje, fino a 900 fossili di uomini di Neanderthal, alcuni dei quali risalenti a 125 000 anni fa.[14]

### Francia
- Biache-Saint-Vaast. Un sito archeologico del paleolitico di circa 180 000 anni fa, fu scoperto nel 1976 nel paese di Biache-Saint-Vaast nell'Alta Francia durante la costruzione di uno stabilimento metallurgico Usinor. Le operazioni di scavo, dirette dal paleontologo Alain Tuffreau, continuarono fino al 1982 e permisero di scoprire i resti di due esemplari di Uomo di Neanderthal, tra cui due crani incompleti. Il sito conteneva anche numerose ossa di animali e vari utensili in pietra tutti in buono stato di conservazione.[15]
- Bouffia Bonneval. In questa grotta vicino al paese di La Chapelle-aux-Saints nella Nuova Aquitania, nel 1908 un team di ricercatori composto Jean and Amédée Bouyssonie e L. Bardon, ritrovò uno scheletro (catalogato con il nome di La Chapelle-aux-Saints 1) quasi completo di Homo neanderthalensis, deposto in quella che si è rivelata essere una sepoltura.[16]
- Grotta de la Chaise. E' un sito archeologico che si trova in località La Chaise-de-Vouthon vicino a Vouthon nella Nuova Aquitania, sulla riva sinistra del fiume Tardoir; qui a partire dal 1850, sono stati ritrovari resti dell'Homo neanderthalensis, oltre che a resti di quanto è stato interpretato come loro sepolture.[17]
- Grotta di Fontéchevade: una grotta vicino a Orgedeuil nella Nuova Aquitania, nota per la scoperta nel 1947 di antichi resti umani e strumenti risalenti a un periodo compreso tra 200 000 e 120 000 anni fa. I fossili sono costituiti da due frammenti di cranio.[18]
- La Ferrassie è un sito archeologico, situato vicino al paese di Savignac-de-Miremont nella Nuova Acquitania, costituito da un'ampia e profonda grotta fiancheggiata da due ripari rocciosi, all'interno di una rupe calcarea.[19] Indagato a partire dal 1909, ha portato alla luce i resti di otto individui, tra i quali quelli relativi all'uomo denominato La Ferrassie 1, di notevole interesse per l'ottimo stato di conservazione del teschio[20][21].
- La Quina è un sito archeologico del Paleolitico medio e primo superiore, vicino al paese di Gardes-le-Pontaroux nella Nuova Aquitania, scoperto nel 1872 e classificato come monumento storico francese nel 1984,[22] dove sono stati ritrovati reperti riferibili a 27 individui neandertaliani.[23]
- La Roche à Pierrot. È un sito archeologico vicino al paese di Saint-Césaire nella Nuova Aquitania, dove nel 1979 furono ritrovati i resti di un giovane Neanderthalensis sepolto in una piccola fossa. Il ritrovamento è rilevante perché associato a utensili e altri manufatti, precedentemente riferiti solo all'homo sapiens.[24]
- Le Moustier. Le Moustier è un sito archeologico, costituito da due ripari rocciosi, vicino al villaggio di Peyzac-le-Moustier nella Nuova Aquitania, scavato per la prima volta nel 1863 dall'inglese Henry Christy e dal francese Édouard Lartet, noto per avere dato il nome al periodo archeologico musteriano. Qui sono stati ritrovati due scheletri di ominidi della specie Homo neanderthalensis.[25]

### Germania
- Grotta Kleine Feldhofer nella valle di Neander, nel territorio di Mettmann in Renania Settentrionale-Vestfalia; in questa grotta nel 1856 furono trovati i resti, che consistevano nella parte superiore del cranio, alcune ossa, parte dell'osso pelvico, alcune costole e ossa del braccio e della spalla, di quello che fu identificato come il primo rinvenimento relativo all'Homo neanderthalensis.[26]
- Sito archeologico di Salzgitter-Lebenstedt. Il sito paleontologico Salzgitter-Lebensted, scoperto nel 1953 nella città della Bassa Sassonia di Salzgitter rappresenta (al 2023) il sito più settentrionale che testimonia la presenza di Neadertaliani. Il sito ha dato alla luce anche numerosi resti di animali, offrendo rilevanti informazioni sulle abitudini di caccia dei nehadertaliani.[27][28]

### Gibilterra
- Cava di Forbes. Nel 1848 in questa cava di calcare, sita nel nord di Gibilterra, fu scoperto un fossile noto come Gibraltar 1, che fu descritto scientificamente per la prima volta da George Busk solo nel luglio 1864. Il teschio era così simile al teschio fossile Neanderthal 1, scoperto nel 1856 nella grotta Kleine Feldhofer  in Germania, che Busk considerò il cranio di Gibilterra come seconda prova indipendente dell'esistenza della specie dell'Homo neanderthalensis.[29][30]

### Spagna
- Grotta del Boquete: in questa grotta di Zafarraya in Andalusia, nel 1983 è stata ritrovata una mandibola di uomo di Neandertal da Cecilio Barroso e Paqui Medina. La mandibola è stata datata a 30 000 anni, uno dei ritrovamenti più recenti riferiti alla specie. Vicino alla mandibola sono stati trovati strumenti del periodo musteriano datati a 27 000 anni fa. La scoperta è stata una delle prime prove certe della contemporanea presenza in Europa, per un periodo significativo di anni, di neandertaliani e homo sapiens.[31]
- Sima de las Palomas è un sito archeologico nel territorio di Torre-Pacheco nella Murcia, dove sono stati ritrovati i resti di circa 100 fossili umani, alcuni dei quali, per alcuni studiosi, presentano segni di sepoltura. Tra questi reperti, nel 2007 è stato ritrovato lo scheletro di una giovane donna neandertaliana, denominata Palomas 96.[32][33]
- Sima de los Huesos è un sito archeologico nel territorio di Atapuerca nella comunità autonoma di Castiglia e León, di notevole rilevanza poiché ha permesso di recuperare una grande quantità di fossili appartenenti ad almeno 28 individui[34], inizialmente identificati come appartenenti all'Homo heidelbergensis[35], che ora invece si ritiene siano discendenti stretti dell'antenato comune dei Denisoviani e dei Neanderthal.[36]

### Russia
- La grotta di Mezmaiskaya è un sito archeologico nel Caucaso settentrionale della repubblica di Adighezia, dove gli scavi, iniziati nel 1993, hanno permesso di individuare tre scheletri di Neanderthaliani.[37]
- La grotta di Denisova, un sito archeologico che si trova sui Monti Altaj, nella Siberia russa, nota per essere il luogo dove sono stati ritrovati i resti fossili di una nuova specie di ominidi, Homo di Denisova, dove sono stati trovati anche fossili di Neanderthaliani, sulla base dei quali sono state formulate teorie sulla possibile ibridazione tra le due specie.[38][39][40]

## Italia
Sino al 2020 si riteneva che i resti portati alla luce in Italia fossero scarsi rispetto all'Europa continentale. Ulteriori indagini sui resti di una comunità neandertaliana presente nella Grotta Guattari a San Felice Circeo, condotte dalla Soprintendenza per Frosinone e Latina unitamente all'Università di Tor Vergata, hanno definito la probabile datazione tra 120 000 e 60 000 anni. Il Ministero della cultura pone questo sito tra i più importanti del mondo riferiti agli ultimi Neanderthal.

### Abruzzo
- Grottoni di Calascio un sito archeologico nel territorio di Calascio in provincia dell'Aquila, dove oltre a un deposito di selci e di ossa di animali preistorici, è stata rinvenuta una testa di femore neandertaliana datata a 80 000 anni fa.[42]

### Calabria
- Contrada Ianni di San Calogero, Nicotera, (Vibo Valentia): porzione cranica.
- San Francesco di Archi, (Reggio Calabria): mandibola.

### Campania
- Grotte di Castelcivita, in provincia di Salerno, dove sono stati ritrovati manufatti neaderthaliani per la preparazione del cibo.[43][44]
- Grotta Taddeo a Marina di Camerota in provincia di Salerno, dove sono stati ritrovati quattro denti neandertaliani.[45]
- Riparo del Molare a Scario in provincia di Salerno, dove oltre a depositi litici è stata ritrova una mandibola neandertaliana attribuita a un bambino di 4 anni.[46]

### Lazio
- Cava di Saccopastore a Roma. Ritrovamento nel 1929 e 1935 di due soggetti, di tipo arcaico databili circa 20 000 anni dal presente[47][48].
- Grotta Breuil sul Monte Circeo in provincia di Latina, dove gli scavi hanno rinvenuto una porzione postero-inferiore di parietale e due denti molari.[49]
- Grotta del Fossellone sul Monte Circeo in provincia di Latina dove è stata ritrovata una mandibola neanderthaliana appartenuta a un bambino di circa 10 anni.[50]
- Grotta Guattari sul Monte Circeo in provincia di Latina, dove dal 1939 al 2021 sono stati ritrovati 11 individui appartenenti ai Neandertal, il più antico risale a un periodo tra 100 000 e 90 000 anni fa.[41][51]

### Liguria
- Grotte dei Balzi Rossi. Nelle caverne e grotte a strapiombo sul mare, vicino al confine francese, sul monte Bellenda a Grimaldi, frazione di Ventimiglia si sono avuti ritrovamenti litici appartenenti al Musteriano. I pochi fossili ritrovati sono di tipo pre-neandertaliano o neandertaliano antico medio pleistocenico.[44][52]
- Caverna delle Fate, nel territorio di Finale Ligure in provincia di Savona Savona), dove oltre a manufatti litici di tipo Levalloisiano e Musteriano, datati a un periodo compreso tra 100 000 - 50 000 a.C., si son conservati resti ossei, di almeno di cinque Neandertal bambini e adulti.[53][54]

### Lombardia
- Buco del piombo, una grotta naturale in provincia di Como utilizzata come cava di selce a partire da 60 000 anni fa.[55]
- Cascina Bagaggera nel Parco regionale di Montevecchia e della Valle del Curone in provincia di Lecco, dove sono stati trovati resti di focolari e concentrazioni di manufatti che attestano la presenza dei Neanderthal tra 100 000 e 35 000 anni fa.[56][57]
- Grotta dell'Orso sul Monte Generoso in provincia di Como, dove sono stati ritrovati quattro reperti in selce, che attestano la presenza neandertaliana a partire da 60 000 anni fa.[58]

### Piemonte
- Monte Fenera in provincia di Vercelli. Nelle grotte del Ciota Ciara, Ciutarun e del Belvedere, oltre a diversi reperti litici, sono stati trovati frammenti cranici e denti attribuiti a un giovane individuo di Homo neanderthalensis.[59][60].

### Puglia
- Grotta Romanelli a Castro in provincia di Lecce, dove la presenza neandertaliana è stata attestata a partire da 125 000 anni fa.[61]
- Grotta delle Tre Porte a Capo di Leuca in provincia di Lecce. Nella sala denominata "Antro del bambino", insieme a resti di fauna pleistocenica, è stato ritrovato il molare fossile appartenuto a un bimbo Neandertal di circa dieci anni.[62][63][64]
- Grotta di Santa Croce a Bisceglie in provincia di Barletta-Andria-Trani, dove sono stati ritrovati un femore e frammento cranico neandertaliani.[65]
- Grotta di Lamalunga, nei pressi di Altamura in provincia di Bari), nota per il ritrovamento dello scheletro completo, noto come Uomo di Altamura.[66]
- Grotta del Cavallo a Nardò in provincia di Lecce, dove i ritrovamenti afferiscono al momento di passaggio o compresenza dei neandertaliani e sapiens.[67]
- Fondo Cattìe a Maglie in provincia di Lecce, dove in un deposito di resti litici e animali, è stato ritrovato un molare appartenente a un neandertaliano.[68],[69].

### Toscana
- Buca del Tasso, presso Camaiore Toscana nord-occidentale (Lucca) e un sito archeologico dove è stata attesta la presenza dei neandertaliani grazie al ritrovamento di un femore attribuito a un bambino di circa 9 anni di età.[70][71]
- Cava di La Pietra, a Roccastrada in provincia di Grosseto, è un sito archeologico dove sono stati ritrovati sedimenti litici risalenti a 40 000 anni fa, compatibili con la presenza dell'Homo neanderthalensis[72].

### Veneto
- Grotta de Nadale, un sito archeologico in provincia di Vicenza, dove tra l'altro è stato ritrovato un dente neandertaliano datato a circa 70 000 anni.[73]
- Grotta di Fumane, un sito archeologico in provincia di Verona, dove i resti riferiti a frequentazioni neandertaliane sono stati datati a un periodo compreso tra 60 000 e 30 000 anni[74],
- Grotta di San Bernardino è un sito archeologico che si trova nel territorio di Mossano in provincia di Vicenza, dove le evidenze dimostrano come la grotta fosse stata utilizzata dai Neanderthal già a partire da 100 000 anni fa.[75]
- Riparo Tagliente, sito archeologico a Grezzana in provincia di Verona, dove è stato ritrovato un deposito con datazione compresa tra 60 000 e 30 000 anni, riferibile all'Homo neanderthalensis.[76][77]